# Inciems

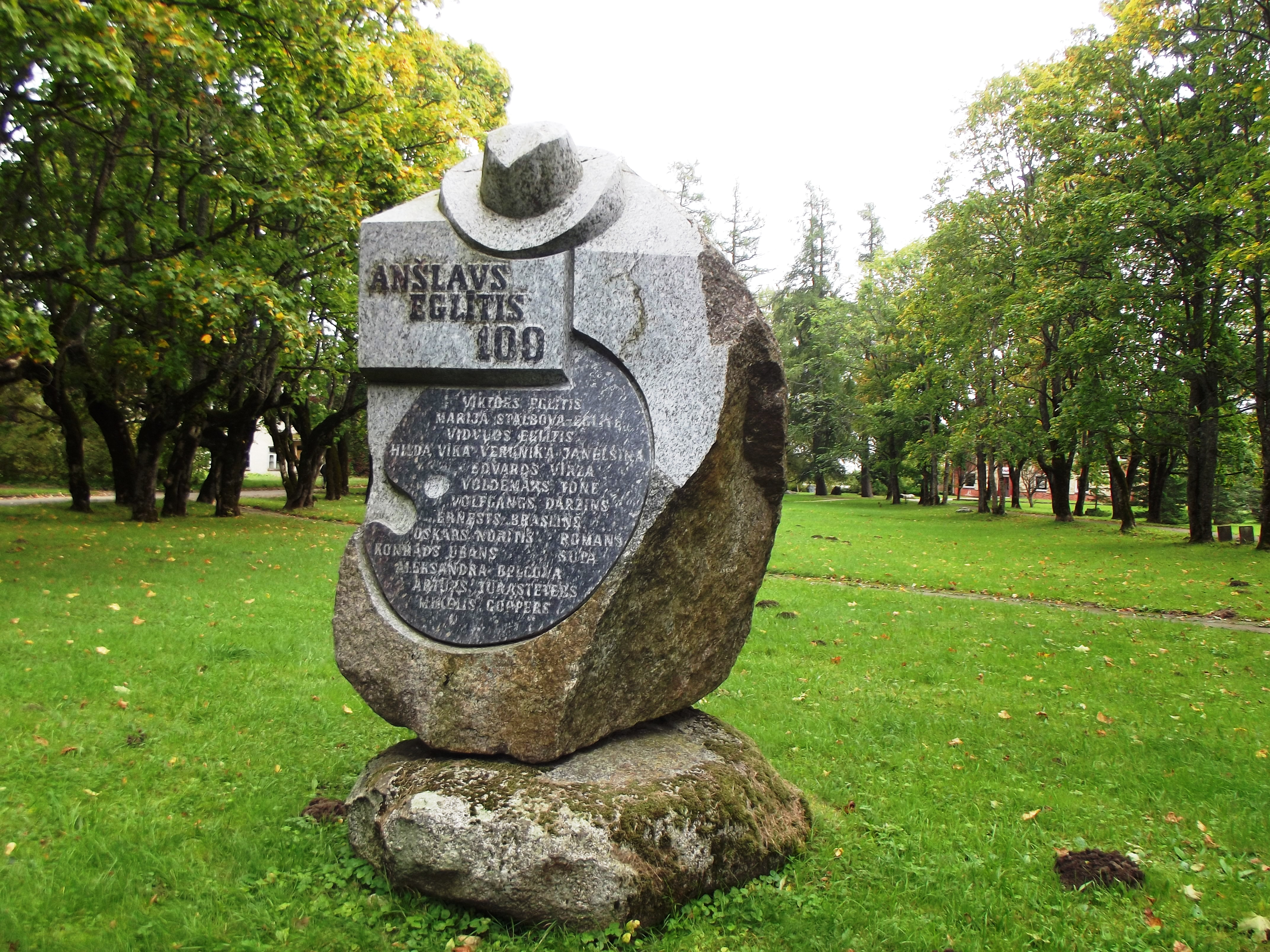
Monument d'Anšlavs Eglītis à Inciems.

Inciems est une localité au centre de la Lettonie qui se trouve au croisement des routes A3 et P8, à 14 km du village Ragana qui est le centre administratif de Krimuldas pagasts. En 2013, on y comptait 601 habitants. L'infrastructure comprend un complexe sportif, une bibliothèque et une école.
Le village est connu grâce à l'écrivain Anšlavs Eglītis qui l'évoque dans son livre Pansija pilī (Grāmatu draugs, 1962). Un monument à son effigie y est érigé en mars 2008. 
La localité s'est développée près du centre de l'ancien manoir des Inzeem (d'où le nom Inciems). Après la réforme agraire de 1920, le manoir avec le parc appartenant alors à la famille Tiesenhausen est attribué à l'écrivain Viktors Eglītis (père d'Anšlavs Eglītis). Le village a connu un essor important dans les années d'après-guerre. Aujourd'hui il y a un jardin d'enfants, une bibliothèque, une pharmacie, un magasin, une ambulance, une caserne de pompiers, une crèche "Baižas".